# Condado de Nowomiejski
Condado de Nowomiejski (polaco: powiat nowomiejski) é um powiat (condado) da Polónia, na voivodia de Vármia-Masúria. A sede do condado é a cidade de Nowe Miasto Lubawskie. Estende-se por uma área de 695,01 km², com 43 374 habitantes, segundo os censos de 2006, com uma densidade 63 hab/km².

## Divisões admistrativas
O condado possui:
Cidades: Nowe Miasto Lubawskie.

## Demografia
População (dados de 30 de Junho de 2005):
|          | Total   | Total | Mulheres | Mulheres  | Homens  | Homens |
| -------- | ------- | ----- | -------- | --------- | ------- | ------ |
|          | pessoas | %     | pessoas  | %         | pessoas | %      |
| Total    | 43 392  | 100   | 21 926   | 50,5 24px | 21 466  | 49,5   |
| Cidades  | 11 119  | 100   | 5859     | 52,7      | 5260    | 47,3   |
| Povoados | 32 273  | 100   | 16 067   | 49,8      | 16 206  | 50,2   |